# Anna Van Bellinghen
Anna Van Bellinghen (10 maart 1994) is een Belgische gewichtheffer. Ze is een zilveren medaillewinnaar op de Europese kampioenschappen gewichtheffen.

## Levensloop
In 2017 vertegenwoordigde ze België op de Zomeruniversiade 2017 in Taipei (Taiwan) in het 90 kg-evenement voor vrouwen. Ze eindigde als vijfde.
Op de Europese kampioenschappen van 2019 in Batoemi (Georgië) won ze de bronzen medaille bij de dames in het 81 kg-evenement. Dit werd de zilveren medaille na diskwalificatie van Eleni Konstantinidi uit Griekenland die goud had gewonnen. Op de British International Open 2019 in Coventry (Verenigd Koninkrijk) won ze de bronzen medaille bij de dames in het 87 kg-evenement. In 2019 nam ze ook deel aan het 81 kg-evenement voor vrouwen tijdens de Wereldkampioenschappen van 2019 in Pattaya (Thailand) zonder een medaille te winnen. In deze wedstrijd hief ze 99 kg in het Snatch-evenement, maar slaagde er niet in een succesvol resultaat te boeken voor het onderdeel Clean & Jerk.
In 2020 won ze de bronzen medaille bij de dames in het 81 kg-evenement op de Roma 2020 World Cup in Rome (Italië).